# Marco Mezquida
Marco Mezquida (Mahón, 11 de marzo de 1987) es un pianista español especializado en improvisación, con formación clásica y contemporánea e influencias de la música popular, el jazz, free, pop y flamenco. Grabó más de cincuenta discos y se presentó en más de treinta países.

## Trayectoria artística
Hijo de dos profesores de escuela, a los siete años empezó a estudiar piano en la Escuela Municipal de Mahón, donde hasta los dieciocho se formó en piano clásico con Isabel Félix, piano moderno con Suso González y órgano con Tomé Olives. En 2009 se licenció en piano jazz por la Escola Superior de Música de Catalunya (ESMUC), donde estudió con maestros como Agustí Fernández, Lluís Vidal, Albert Bover, Juan de la Rubia y Luca Chiantore. Ejerce la docencia como profesor de la Escola Superior d'Estudis Musicals (ESEM) del Taller de Músics de Barcelona y de la Escola Juan Pedro Carrero.
En su trayectoria musical profesional participó tanto como solista, donde destaca en los conciertos a piano solo realizados en escenarios tan prestigiosos como el Palacio de la Música Catalana, como en diversos proyectos como el MAP (con Ramón Prats y Ernesto Aurignac), el Marco Mezquida Ravel's Dreams (con Aleix Tobias y Martín Meléndez), Chicuelo & Marco Mezquida, Marco Mezquida & Sílvia Pérez Cruz, o el Marco Mezquida Beethoven Collage (con David Xirgu, Masa Kamaguchi y Pablo Selnik).
Sus colaboraciones también se diversificaron a la danza a través de dúos formados con la bailarina y coreógrafa Sol Picó, la bailarina de claqué Laia Molins y el bailaor flamenco Juan de Juan. Asimismo compuso y grabó la música para proyectos teatrales dirigidos por Julio Manrique: El curioso incidente del perro a medianoche o EVA; una adaptación de El principito (a cargo de Iván Andrade) y El combate del siglo.

## Discografía
Consta de los siguientes títulos:
- Discos de Marco Mezquida como líder
  - Miscelánea n 2 - Pablo Selnik, Marco Mezquida, Carme Canela (2012) 
  - Two Lonely People - Celeste Alías y Marco Mezquida (2012)
  - Insòlit trio - Marco Mezquida, Martí Hosta, Miguel Serna (2012)
  - My Friend Marko - Marco Mezquida, Marko Lohikari, Carlos Falanga (2013)
  - La Hora Fértil – Piano Solo (2013)
  - Llunàtics - Celeste Alías, Marco Mezquida (2015)
  - Live in Terrassa – Piano Solo (2015)
  - My old flame - Marco Mezquida y Manel Fortià (2015)
  - Cantabile - Marco Mezquida trio & Bill McHenry (2015)
  - MAP - Mezquida-Aurignac Prats (2016)
  - Live at Sunset - Albert Bove, Marco Mezquida (2016)
  - Amateur – Piano Solo (2016)
  - Sing, My Heart - Juliane Heinemann, Marco Mezquida(2016)
  - Conexión – Chicuelo, Marco Mezquida, Paco de Mode (2017)
  - Ravel's Dreams - Marco Mezquida Ravel Trio (2018) 
  - Live at Palau - Piano Solo (2018)
  - Òrrius Concert - Piano Solo (2018)
  - Les set fulles del faig - Carles Marigó, Marco Mezquida (2019)
  - Pieris - Mezquida, Bodilsen, Andersen (2018)
  - No hay dos sin tres - Chicuelo, Marco Mezquida, Paco de Mode (2019) 
  - Lee Konitz en Valparaíso - Lee Konitz, Marco Mezquida, Bori Albero, Ramon Prats (2020)
  - Live in Tokyo - Sílvia Pérez Cruz & Marco Mezquida (2020) 
  - Talismán - Marco Mezquida, Martín Meléndez, Aleix Tobías (2020) 
  - Letter to Milos - Marco Mezquida, Martín Meléndez, Aleix Tobías (2022)[14]
  - Charming Carmen - Live in Casa Seat - Piano Solo (2023) 
  - A Night at the Casino - Marco Mezquida & JazzGranollers Ensemble (2023)
  - Tornado - Marco Mezquida, Masa Kamaguchi, Ramon Prats (2023)[15]
  - Del alma - Chicuelo & Marco Mezquida (2024)

## Premios y reconocimientos
- 2011, 2012 y 2013: Músico del Año. Asociación de Músicos de Jazz y Música Moderna de Cataluña.[16]
- 2015: Premio Altaveu. Festival Altaveu.[4]
- 2018: Personaje Relevante de la Vida Menorquina.[6]
- 2020: Premio Ciudad de Barcelona. Con el disco Chicuelo & Marco Mezquida - No hay dos sin tres.[17]
- 2020: Premio Enderrock al Mejor Disco Jazz 2020. Con el disco Sílvia Pérez Cruz & Marco Mezquida Live in Tokyo.[18]
- 2021: Premio Alícia, a la mejor producción discográfica por su disco Talismán. Academia Catalana de la Música.[12][19]
- 2022: BMW Jazz Award.[12]